# زمان نپال
زمان نپال به‌طور رسمی با عنوان زمان استاندارد نپال (NST) نیز نشان داده می‌شود، ۵:۴۵ از ساعت هماهنگ جهانی جلوتر است (یوتی‌سی ۵:۴۵+).
ساعت وقت محلی در نپال ۵:۴۵ از گرینویچ جلوتر استلذا نپال یکی از سه ناحیهٔ زمانی در جهان است که نسبت به ساعت هماهنگ جهانی ۴۵ دقیقه انحراف دارد.
زمان استاندارد نپال تقریباً میانگین زمانی محلی به وقت کاتماندو است که ۵:۴۱:۱۶ با ساعت هماهنگ جهانی اختلاف دارد و از آن جلوتر است. این در حالی است که یک نصف النهار استاندارد از قله کوه گوری‌شانکار که در ۱۰۰ کیلومتر (۶۲ مایل) شرق کاتماندو قرار دارد، می‌گذرد.
کشور نپال به صورت سنتی، تا سال ۱۹۲۰ میلادی، از زمان خورشیدی بهره می‌برد که برابر یوتی‌سی +۰۵:۴۱:۱۶ بود. در سال ۱۹۲۰, این کشور مصوب نمود که از زمان استاندارد هند، که یوتی‌سی ۵:۳۰+ است، استفاده شود. اما در سال ۱۹۸۶ دولت نپال تصمیم گرفت پانزده دقیقه ساعت رسمی کشور را جلو بکشد تا با زمان محلی هند تفاوت یابد و از آن پس ساعت محلی نپال یوتی‌سی ۵:۴۵+ است.
مرز نپال و هند تنها جایی است که پانزده دقیقه اختلاف ساعت دارد.
پایگاه داده منطقه زمانی برای نپال یک ناحیه زمانی قائل شده که در فایل zone.tab, به نام آسیا/کاتماندو (Asia/Kathmandu) ثبت شده است.

## یادداشت
1. ↑  دو نمونهٔ دیگر ساعت استاندارد جزیره چاتهام، که بر روی یوتی‌سی ۱۲:۴۵+ تنظیم گردیده، و یک ناحیه زمانی غیررسمی در استرالیا، که روی یوتی‌سی ۸:۴۵+ تنظیم است، می‌باشند.